# Erich Pawlak
Erich Pawlak (* 14. Dezember 1933; † 24. Juli 2007) war ein deutscher Fußballspieler. Von 1954 bis 1961 hat er als Aktiver des VfL Bochum in der damals erstklassigen Fußball-Oberliga West 131 Ligaspiele absolviert und dabei 33 Tore erzielt.

## Laufbahn
Pawlaks Anfänge im Vereinsfußball fanden in Dortmund bei den Vereinen SV Husen 19 und SuS Kaiserau statt. Er war in beiden Clubs Mannschaftskamerad des späteren Nationaltorhüters Hans Tilkowski. Die Wege der beiden Talente trennten sich erst mit dem Wechsel von Pawlak 1954 zum VfL Bochum, beziehungsweise von Tilkowski im Jahr 1955 zu Westfalia Herne, in die Oberliga West. Der Keeper des Weltmeisterschaftsturniers 1966 in England hält über die gemeinsamen Jugendtage in seiner Biografie „Und ewig fällt das Wembley-Tor“ fest:

„Es gibt einen Spieler, den ich länger kenne als jeden anderen, Erich Pawlak. Schon als Straßenfußballer haben wir unsere Schlachten mal miteinander, mal als Gegner ausgetragen. Er ist aus meinen sportlichen Lehrjahren in Husen und Kaiserau nicht wegzudenken. Wir haben ihn „Szepan“ genannt. Erich und ich, wir haben in den Schüler- und Jugendmannschaften zusammengespielt, dann in den 1. Mannschaften von Husen 19 und beim SuS Kaiserau in der Verbandsliga, wie auch in der Westfalen-Auswahl.“

In seiner ersten Saison mit VfL Bochum in der Oberliga West, 1954/55, stieg der wegen seiner Laufstärke „Lunge“ gerufene Mittelfeldspieler mit dem VfL in die 2. Oberliga West ab. In 23 Ligaspielen erzielte er sechs Tore. Umgehend kehrte er  nach dem Meisterschaftsgewinn in der 2. Oberliga West 1955/56 mit der Mannschaft von der Castroper Straße in die Oberliga zurück. Der Oberligarückkehrer belegte 1956/57 den 10. Platz in der Oberliga West und das „Laufwunder“ Pawlak hatte zumeist als linker Außenläufer im damals praktizierten WM-System eingesetzt, alle 30 Rundenspiele bestritten.
Am 3. März 1957 stand er in der Auswahl von Westdeutschland im Repräsentativspiel in Bochum gegen Berlin. Beim 3:1-Erfolg der West-Elf spielte er wie gewohnt als linker Außenläufer und versorgte mit seinen Vorlagen die Stürmer Felix Gerritzen, Alfred Preißler, Alfred Kelbassa, Aki Schmidt und Helmut Kapitulski. Er spielte mit seinem Jugendkameraden zusammen, Hans Tilkowski hütete das Tor des Gastgebers. Durch seine konstant gute Leistung wird er im „Revier-Team der Saison“ geführt. Gegen seinen Jugendkameraden Tilkowski verlor er beide Spiele in dieser Runde mit seinem VfL gegen Westfalia Herne.
Als Bochum unter Trainer Herbert Widmayer in der Runde 1958/59 überraschend den vierten Platz erreichen konnte, waren für Pawlak infolge Verletzungspausen nur sieben Einsätze mit drei Toren möglich. Persönlich hatte er in der Saison 1960/61 mit 28 Ligaspielen und zwölf Toren nochmals eine ausgezeichnete Rundenbilanz vorzuweisen, der VfL stieg aber als Tabellenschlusslicht in die 2. Oberliga West ab. Am 23. April 1961 kam er mit seinen Mannschaftskameraden im Heimspiel gegen Westfalia Herne mit Torhüter Hans Tilkowski zu einem 3:0-Sieg. Sein letztes Oberligaspiel absolvierte Pawlak am 30. Spieltag, den 13. Mai 1961, bei der 1:4-Heimniederlage gegen Hamborn 07.
Nach dem Abstieg setzte er seine Karriere zwar in der 2. Oberliga West fort, aber nicht mehr in Bochum, er schloss sich dem Dortmunder SC 95 an.